# USS LST-657
O USS LST-657 foi um navio de guerra norte-americano da classe LST que operou durante a Segunda Guerra Mundial.